# レイラ・マッカーター
レイラ・マッカーター（Layla McCarter、1979年4月19日 - ）は、アメリカ合衆国の女子プロボクサーである。ネバダ州ラスベガス出身。

## 来歴
1998年9月28日、アイダホ州にてデショーン・モハメッド戦でプロデビューを判定勝ち。
その後は勝利から見放されるが、2000年4月29日に初めて地元ネバダ州で試合が組まれ、シェリー・レイ相手にTKOで約1年半ぶりの勝利かつ自身初のKO勝利を収めた。
その後はメリッサ・デル・バジェに1敗を喫するのみで勝利を重ね、2001年5月19日、初のタイトルマッチとしてジョー・ワイマンとのIFBA世界フェザー級王座決定戦に挑戦。しかし引き分け。
7月7日、トレイシー・バードと同タイトルをかけて戦い、判定勝ちで初のタイトル獲得。
2002年はアリシア・アシュレーにドロー、後のWBCライト級王者ジェシカ・ラーコーツィ、元IFBA王者サンドラ・ヤードとのラバーマッチを連敗。しかし、4月29日に来日し、ライカ（風神ライカ）に初黒星を付け、ラスベガスで菊川未紀にも勝利。
だが、11月7日、ケルシー・ジェフリーズに敗れ王座陥落。12月28日、チーベル・ホールバックが持つIBA女子ジュニアライト級王座に挑戦する予定だったが、怪我によりノンタイトルに変更され、判定負け。
2003年10月4日、リサ・ホールワインを退けGBU女子世界スーパーライト級王座とWIBF世界スーパーライト級王座を獲得。
2004年7月2日、WIBA世界スーパーフェザー級王座をかけホールバックと再戦するが、リベンジは果たせず。
2005年2月12日、ジェレーナ・ムルジェノビッチにノンタイトルで勝利するが、6月18日にWIBAタイトルをかけての再戦で敗退。
2006年11月17日、ベリンダ・ララキュエントを退けGBUライト級王座獲得。
2007年1月5日、初代WBA女子王座をかけてドナ・ビガーズと対戦し、TKOでタイトル獲得。
2月14日、メリッサ・ヘルナンデスに勝利しGBU王座を防衛。しかし4月27日の再戦で敗れ王座陥落。
2008年3月7日、ドミンガ・オリボを下しGBUライト級王座に返り咲く。
3月28日、マジョナビッチとのラバーマッチを制しWBA王座防衛。
2009年7月3日、ラスベガスでライカを相手に2度目の防衛に挑む。マッカーターは3分12Rを希望していたが、JBCの反対により通常通りの2分10Rで行われた。試合は3者フルマークの判定で勝利。その後、ブランク。
2011年2月12日、6回戦で復帰しシンバリー・ハリスに判定勝利。
8月13日、ベリンダ・ララキュエントとの5年ぶりの再戦を返り討ちにする。
2012年9月30日、ノニ・テンゲと空位のWBA女子世界スーパーウェルター級王座を争い、8回TKO勝利。4階級制覇達成。
2017年2月、メイウェザー・プロモーションズと契約。

## 戦績
- 53戦35勝（8KO）13敗5分

## 獲得タイトル
- IFBA世界フェザー級王座
- WIBF世界スーパーライト級王座
- GBU女子世界スーパーライト級王座
- GBU女子世界ライト級王座
- WBA女子世界ライト級王座
- WBA女子世界スーパーウェルター級王座